# Caumont (Gironde)
Caumont település Franciaországban, Gironde megyében. Lakosainak száma 134 fő (2022. január 1.). Caumont Cazaugitat, Castelmoron-d’Albret, Cleyrac, Rimons, Saint-Martin-du-Puy és Sauveterre-de-Guyenne községekkel határos.

## Népesség
A település népességének változása:
| Lakosok száma | 204  | 143  | 138  | 150  | 163  | 155  | 147  | 142  | 140  | 134  |
|               | 1968 | 1982 | 1990 | 2006 | 2013 | 2015 | 2017 | 2019 | 2020 | 2022 |